# 向一阳
向一陽 （1470年—？年），字汝葵，湖廣巴陵縣人，明朝政治人物。

## 生平
四川鄉試第五十八名舉人，弘治十八年（1505年）乙丑科會試中式第七十四名，二甲七十九名进士。正德十一年任泉州府知府

## 家族
曾祖向文貴；祖向洪；父向明；嫡母黃氏；生母方氏。慈侍下，妻高氏，繼妻姜氏；兄南陽，弟昇陽；輝陽；得陽。